# Sinkrotronsko zračenje
Sinkrotronsko zračenje su polarizirani elektromagnetski valovi cijeloga kontinuiranog spektra valnih duljina koje emitiraju električki nabijene čestice kada se brzinom bliskom brzini svjetlosti gibaju okomito na smjer magnetskoga polja. Može nastati u ubrzivačima čestica (sinkrotron) i u prirodi kada se elektroni gibaju kroz magnetska polja (na primjer zračenje radiogalaktika i ostataka supernovih djelomično je sinkrotronsko).

## Zakočno zračenje
Zakočeno zračenje, kočno zračenje, bijela radijacija ili zakočno zračenje je elektromagnetsko zračenje (uključujući sinkrotronsko zračenje) koje nastaje pri ubrzanju slobodne električki nabijene čestice. U užem smislu, to je zračenje kojim elektroni gube energiju i bivaju usporeni pri prolazu kroz kemijsku tvar. Naziv je (prema njem. Bremsstrahlung) uveo A. Sommerfeld 1909. pri proučavanju rendgenskoga zračenja što ga zaustavljanjem u tvari proizvode elektroni, prethodno ubrzani u elektronskoj cijevi. Općenito je riječ o rendgenskom zračenju ili o gama-zračenju, emitiranom u međudjelovanju elektrona s atomskim jezgrama u tvari. Za razumijevanje i proračun udarnoga presjeka zakočnoga zračenja potrebno je poznavanje kvantne mehanike. Spektar je toga zračenja kontinuiran, s povećavanjem energije elektrona pomiče se prema višim frekvencijama i jačeg je intenziteta. Takvo se zračenje naziva spontanim, prema analogiji sa spontanom emisijom fotona od strane vezanih elektrona. Inducirano zakočno zračenje emitiraju slobodni elektroni koji su pritom usporeni, analogno je induciranoj emisiji fotona vezanih elektrona. Inverzno zakočno zračenje odgovara fotoelektričnom učinku kod kojega slobodni elektron apsorbira foton i pritom biva ubrzan. Zakočno zračenje prati i beta-raspade atomskih jezgara i računa se kao korekcija za radijaciju pri beta raspadu (unutarnje zakočno zračenje). Energija takvoga rendgenskoga zračenja, stvorenog u kulonskom polju jezgre radioaktivnog atoma, ograničena je maksimalnom energijom nuklearnoga prijelaza.
Pojava se događa kad jako pozitivno električno polje jezgre djeluje na upadni negativni elektron. Tada on skreće s putanje pri čemu mu se kinetička energija smanji. Razlika stanja razine kinetičke energije u vremenu, to jest prije i poslije skretanja s putanje emitira se kao X-kvant odnosno rendgenska zraka. Blizina jezgre i početna energija elektrona upravno je srazmjerna energiji X-fotona. Što je elektron bliže prošao jezgri i što mu je početna energija veća, to je veća i energija X-fotona. Prolaskom kroz anodu upadni elektroni postupno gube energiju. Razlog je prolazak kroz električna polja jezgara na različitim udaljenostima. Svako skretanja rezultira gubitkom dijela energije. Zbog toga emitiranog rendgenskog zračenja mogu imati bilo koju energiju do maksimalne energije. Tim putem nastaje kontinuirani spektar X-zračenja. Kočno zračenje (kontinuirani spektar) je jedna od dviju komponenta spektra rendgenskog zračenja. Druga je karakteristično zračenje (linijski spektar).

### Sinkrotrona svjetlost
Da bi se proniknulo u tajne subatomske strukture, trebalo je slomiti atome visokoenergetskim česticama u dobro kontroliranim uvjetima. U tu svrhu počeli su se graditi ubrzivači elektrona koji su brzo prerasli u složene naprave koje bi u vakuumu ubrzale elektrone u kružnim putanjama tako da skupe što više energije prije negoli se usmjere prema atomu – meti. U posebnim prstenovima, elektroni su ubrzavani sinkroniziranim pogurivanjem  mikrovalovima, pa su stoga ta postrojenja ubrzo nazvana sinkrotronima. U jednom takvom sinkrotronu 1947. fizičari General Electric Company u SAD-u uočili su neobično zračenje. Želimo li održavati nabijenu česticu, poput elektrona, u kružnoj putanji, ona će neizbježno gubiti dio svoje energije (zakočno zračenje ili bremsstrahlung) u obliku elektromagnetskog zračenja – svjetlosti. 

### Prvi naraštaj izvora sinkrotrone svjetlosti
S druge strane, spomenuti izvor svjetlosti pobudio je zanimanje jedne sasvim druge grupe fizičara. Naime, sinkrotrona svjetlost koju su emitirali elektroni ubrzani do gotovo brzine svjetlosti bila je doista neobična svjetlost, a ne tipično zakočno zračenje. Raspon valnih duljina bio je impresivan: od infracrvene, preko vidljive svjetlosti pa sve do mekih i tvrdih rendgenskih zraka. Jakost zračenja ništa manje impresivno – i milijun puta sjajnije od Sunčeve svjetlosti. Fizičari koji su se bavili strukturom tvari koristili su se do tada za svoje pokuse izvorima rendgenskog zračenja koji je bilo i do milijardu puta manje jakosti, a gotovo uvijek su bili ograničeni samo na određenu valnu duljinu. Ubrzo su sinkrotroni dobili svoj drugi zadatak – proučavanje strukture tvari sinkrotronom svjetlosti. Parazitsko zračenje koje je frustriralo fizičare visokih energija postalo je moćan novi prozor u strukturu tvari ili materije. Mjerne postaje koje su iskorištavale sinkrotronu svjetlost postale su redoviti dodatak sinkrotronima. Danas te sinkrotrone nazivamo prvim naraštajem izvora sinkrotrone svjetlosti. 

### Drugi naraštaj izvora sinkrotrone svjetlosti
Uspjeh tih mjernih postaja i stalno proširivanje načina na koje se sinkrotrona svjetlost upotrebljava dovelo je do u 1970-tim godinama prošlog stoljeća do izgradnje prvih postrojenja koja su bila namijenjena isključivo za proizvodnju sinkrotrone svjetlosti. Taj drugi naraštaj sinkrotrona postao je primjenjiv ne samo u fizici, već i u biologiji, medicini i industriji. Na njima se istražuje kristalna i elektronska struktura materijala, grade se mikroskopske naprave, određuje se stuktura bjelančevina za stvaranje novih lijekova, izvodi se medicinska dijagnostika i terapija. Na svijetu trenutačno postoji više od 40 sinkrotrona, od LNLS-a u Brazilu, preko mnogobrojnih sinkrotrona u SAD-u, Europi i Aziji do Australian synchrotrona u Melbourneu. 

### Treći naraštaj izvora sinkrotrone svjetlosti
Danas se nalazimo na prekretnici u svijetu sinkrotrona. Novi, treći naraštaj sinkrotrona donosi ne samo nekoliko redova veličine sjajniju svjetlost, već i neka potpuno nova svojstva koje istraživačima otvaraju nove mogućnosti. Ti sinkrotroni ne održavaju jednostavno samo elektrone u kružnoj putanji, već se dodatno koriste posebnim napravama (eng. insertion devices: umetnute naprave jer se u biti umeću prema potrebi u putanju elektrona) koje tjeraju elektrone na posebna oscilatorna gibanja i tako sažimaju, odnosno kolimiraju relativno širok snop u vrlo uzak stožac zračenja. Taj snop ima mnogo bolja svojstva od prošlih naraštaja, uključujući koherenciju – najuređenije stanje u kojem se svjetlost može nalaziti. Svjetlost je elektromagnetski val. Do sada smo ta različite pokuse iskorištavali samo amplitudu tog vala, odnosno jakost svjetlosti. Koherencija sada omogućava da se koristi i faza vala. Trenutačno postoji 4 potpuno operativna sinkrotrona trećeg naraštaja: ESRF (eng. European Synchrotron Research Facility) u Grenobleu (Francuska), tatim APS (eng. Advanced Photon Source) u Argonneu (SAD), SPring-8 u Harimi (Japan) i SLS (eng. Swiss Light Source) u švicarskom Villigenu. U Europi se grade još dva takva postrojenja: Diamond u Ujedinjenom Kraljevstvu i SOLEIL u Francuskoj. Nama najbliži sinkrotron nalazi se u blizini Trsta i zove se ELETTRA.

## Radioizvori u svemiru
Radioizvori u svemiru su nebeska tijela koja emitiraju radiovalove. Mnoga nebeska tijela su nevidljiva s optičkom svjetlošću, ali zato emitiraju |zračenje u području radiovalova. Najznačajniji izvori radio valova koji se promatraju su:
- Sunce;
- Zviježđe Strijelac A, koji je i galaktički centar Mliječne staze;
- Aktivne galaktičke jezgre i pulsari, koji imaju električki nabijene čestice koje emitiraju sinkrotronsko zračenje;
- Jata galaksija u spajanju, koje emitiraju difuzne radio emisije;
- Ostatke supernova koje isto pokazuju difuzne radio emisije;
- Kozmičko mikrovalno pozadinsko zračenje, a to je radio emisija crnog tijela;
- Jupiter;
- Maglice ili nebule.